# Gårdhögen
Gårdhögen är ett naturreservat i Vindelns kommun i Västerbottens län.
Området är naturskyddat sedan 2016 och är 9 hektar stort. Reservatet omfattar nordsluttningen av Gårdhögen med nordöstra delen vid stranden av Bubergssjön och består av gammal barrblandskog med många grova björkar, aspar, sälgar och rönnar.